# Jehuda Me’ir Abramowicz
Jehuda Me’ir Abramowicz (ur. 24 lipca 1914 w Konstantynowie Łódzkim, zm. 20 kwietnia 2007 w Izraelu) – żydowski rabin i polityk. Sekretarz generalny Agudat Israel, członek Knesetu.
Urodził się w ortodoksyjnej rodzinie żydowskiej, jego ojciec Cwi Icchak Abramowicz był szechitą na dworze cadyków Henocha Henicha Kohena Lewina i Icchaka Meira Altera, zmarł gdy Jehuda miał osiem miesięcy. Kilkanaście lat później zmarła jego matka, wówczas został oddany do cenionej przez Żydów szkoły Jeszywas Chachmej Lublin. Gdy rabin Majer Szapira wprowadził czytanie Daf Yomi, wyznaczył swoich uczniów aby czytali Torę w okolicznych synagogach, Jehuda Me’ir Abramowicz czytał ją w synagodze Jakub Izaak Horowic, liczba jego słuchaczy stale rosła. W 1935 ożenił się i odbył aliję do Mandatu Palestyny, zamieszkał w Tel Awiwie. Przez pierwsze pięć lat był nauczycielem Talmudu, w 1940 został wyznaczony przez Agudat Israel na przedstawiciela komitetu religijnego w Haganie, do jego zdań należało dopilnowanie przestrzegania zasady koszerności i świętowania szabatu. W 1948 został wybrany na przedstawiciela generalnego Agudat Israel, należał do grona założycieli sieci edukacyjnej Chinuch Atzmai. W 1950 został wybrany do rady miejskiej Tel Awiwu, od 1954 przez trzydzieści lat był zastępcą burmistrza miasta. Na jego wniosek podzielono plażę miejską na oddzielne części ze względu na płeć. Po raz pierwszy zasiadł w Knesecie z ramienia Agudat Israel w 1969, w 1971 został członkiem Komisji Służby Publicznej. Kolejny raz został wybrany w 1973, zainicjował wówczas stworzenie organizacji Chazit Datit Toratit, należał również do Komisji Edukacji i Kultury. Trzeci raz wybrano go w 1977, został wówczas wiceprzewodniczącym Knesetu oraz przewodniczącym Komisji Edukacji i Kultury. Do jego osiągnięć należy wprowadzenie przepisów nakazujących jazdę z zapiętymi pasami bezpieczeństwa. W 1980 został przewodniczącym światowego Agudat Israel.